# 蒂莫里
蒂莫里（法語：Thimory，法語發音：[timɔʁi]）是法国卢瓦雷省的一个市镇，位于该省中部偏东，属于蒙塔日区。

## 地理
蒂莫里（47°55'18"N, 2°36'1"E）面积12.37 平方千米，位于法国中央-卢瓦尔河谷大区卢瓦雷省，该省份为法国中北部省份，北起埃松省，西北接厄尔-卢瓦省，西南接卢瓦-谢尔省，南至涅夫勒省和谢尔省，东临约讷省，东北接塞纳-马恩省。
与蒂莫里接壤的市镇（或旧市镇、城区）包括：隆布勒伊、加蒂奈地区沙伊、于亚尔河畔舍维永、拉库尔马里尼、努瓦耶、加蒂奈地区乌苏瓦、普雷努瓦。

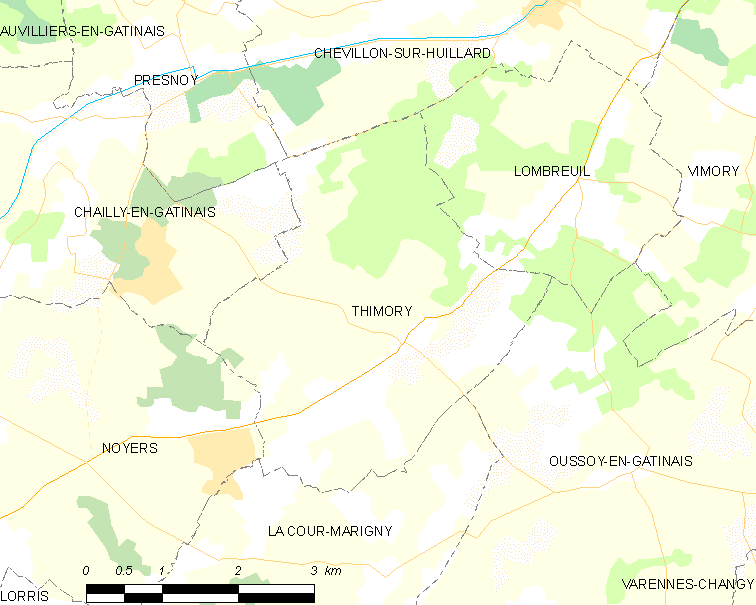
蒂莫里的OSM定位图

蒂莫里的时区为UTC+01:00、UTC+02:00（夏令时）。

## 行政
蒂莫里的邮政编码为45260，INSEE市镇编码为45321。

## 政治
蒂莫里所属的省级选区为洛里斯县。

## 人口

1962-2008年间蒂莫里人口变化图示

蒂莫里于2022年1月1日时的人口数量为691人。